# Вітольд Хоровський
Вітольд Хоровський (пол. Witold Horovsky) — польський громадський діяч та дипломат. Колишній почесний консул України в Познані (2012—2019).

## Життєпис
За фахом — бізнес-консультант, який спеціалізується в галузі управління та стратегічного консалтингу, брав участь у розробці та реалізації стратегій і систем управління для польських та іноземних організацій.
У квітні 2012 року призначений новим почесним консулом України у Познані, консулат діяв у межах Великопольського воєводства. Продовжував місію свого батька, Луки Хоровського, який був почесним консулом у 2007—2011 роках. Консульський патент міністра закордонних справ України вручив у Познані Посол України в Польщі Маркіян Мальський.
Літом 2012 року брав участь у налагодженні співпраці Калісько-Островської агломерації та Платформи співпраці прикордонних районів Волині.
22 січня 2014 року почесний консул України Вітольд Хоровський подав у відставку, протестуючи проти репресивної політики української влади, «ручних законів» та вбивства демонстрантів під час Євромайдану. Згодом відновив повноваження.
У травні 2019 року подав у відставку, мотивуючи це особистими причинами.
Член Соціально-культурного товариства «Польща — Україна».